# تپه قلعه پشامگ
تپه قلعه پشامگ مربوط به سده‌های متاخر دوران‌های تاریخی پس از اسلام است و در شهرستان سرباز، بخش مرکزی، دهستان پارود، روستای پشامگ واقع شده و این اثر در تاریخ ۲۷ اسفند ۱۳۸۷ با شمارهٔ ثبت ۲۶۲۴۲ به‌عنوان یکی از آثار ملی ایران به ثبت رسیده است.